# Temmincks stekelstaart
De Temmincks stekelstaart (Synallaxis albescens) is een zangvogel uit de familie Furnariidae (ovenvogels). De Nederlandse naam verwijst naar Nederlandse ornitholoog Coenraad Jacob Temminck die deze vogel in 1823 voor het eerst geldig heeft beschreven. 

## Verspreiding en leefgebied
Deze soort komt voor van Costa Rica tot centraal Argentinië en telt elf ondersoorten:
- S. a. latitabunda: van zuidwestelijk Costa Rica tot noordwestelijk Colombia.
- S. a. insignis: noordelijk en centraal Colombia en westelijk Venezuela.
- S. a. occipitalis: Serranía del Perijá (noordoostelijk Colombia en noordwestelijk Venezuela).
- S. a. littoralis: de kust van noordelijk Colombia.
- S. a. perpallida: extreem noordelijk Colombia en noordwestelijk Venezuela.
- S. a. nesiotis: Santa Marta (noordoostelijk Colombia) en noordelijk Venezuela.
- S. a. trinitatis: oostelijk Venezuela en Trinidad.
- S. a. josephinae: zuidelijk Venezuela, Guyana, Suriname en noordelijk Brazilië.
- S. a. inaequalis: Frans-Guyana, noordoostelijk en noordelijk-centraal Brazilië.
- S. a. albescens: van oostelijk Brazilië tot oostelijk Paraguay en noordoostelijk Argentinië.
- S. a. australis: oostelijk Bolivia, westelijk Paraguay en noordwestelijk Argentinië.

## Status
De grootte van de populatie is in 2019 geschat op minimaal 50 miljoen volwassen vogels. Op de Rode lijst van de IUCN heeft deze soort de status niet bedreigd.